# Heinrich Wempe
Heinrich Wempe (* 21. Januar 1880 in Bühren; † 17. Mai 1969 in Vechta) war ein Prälat und Politiker der Deutschen Zentrumspartei.
Wempe war der Sohn des Johannes Joseph Wempe und dessen Ehefrau Maria Anna geb. Steltenpohl. Von 1894 bis 1900 besuchte er das Gymnasium Antonianum Vechta und studierte anschließend von 1900 bis 1904 Theologie und Philosophie in Münster, wo er am 28. Mai 1904 zum Priester geweiht wurde. Nach dem anschließenden altphilologischen Zusatzstudium bestand er 1908 das 1. Staatsexamen in Religion, Latein, Griechisch und Hebräisch. Ab 1911 unterrichtete er als Oberlehrer am Collegium Augustinianum Gaesdonck und in Cloppenburg. Im Ersten Weltkrieg war er Militärkrankenwärter und Militärpfarrer. Nach Kriegsende unterrichtete er als Studienrat am Gymnasium in Cloppenburg und wurde dort 1926 zum Oberstudienrat ernannt. 1934 erfolgte die Versetzung an das Gymnasium in Vechta. 1947 trat er in den Ruhestand, unterrichtete aber wegen des Lehrermangels noch einige weitere Jahre am Gymnasium Vechta. In der Klosterkirche und im Krankenhaus Vechta übernahm er außerdem gottesdienstliche und seelsorgerische Tätigkeiten. 1964 wurde er zum Päpstlichen Geheimkämmerer ernannt.
Wempe war Mitglied der Deutschen Zentrumspartei und wurde 1923 in den Oldenburgischen Landtag gewählt, dem er bis 1933 angehörte. In dieser Zeit war er Fraktionsvorsitzender. Im Besonderen setzte sich Wempe für die Bewilligung der Mittel für den Schulneubau des Gymnasiums Antonianum in Vechta ein und weiterhin auch für den Ausbau der Akademie für Lehrerbildung in Vechta ein. Wegen seiner Opposition gegen den Nationalsozialisten, wegen der er schon nach Vechta versetzt worden war, wurde er nach dem 20. Juli 1944 im Rahmen der Aktion Gitter von der Gestapo verhaftet. Auf Betreiben des Bischöflich Münsterschen Offizials Johannes Pohlschneider kam er nach einigen Tagen aber wieder frei. Nach dem Zweiten Weltkrieg zählte er zu den Mitbegründern der CDU im Landkreis Vechta.